# Provozní budova pro výrobní družstvo Karat
Provozní budova pro výrobní družstvo Karat se nachází v Brně na adrese Orlí 27. Byla postavena mezi lety 1972 a 1976 a dokončil ji architekt Ivan Ruller. Výrobní družstvo Karat fungovalo už od roku 1945, přičemž tehdy sdružovalo šperkaře a zlatníky a také až do sedmdesátých let 20. století bylo umístěno v několika různých provozech po celém Brně. Sami zlatníci si mezi sebou v roce 1971 rozhodli, že postaví zcela novou budovu, která bude sdružovat všechny aktivity družstva – prodejní, výrobní a administrativní.
Jedná se přibližně o obdélníkový objekt, stojící na rohu ulic Orlí a Novobranská. Směrem do Orlí je malé prostranství a do něho je předsazen jednopatrový obchodní parter se schodištěm. Stěnu schodiště tvoří betonový reliéf s kovovými prvky nazvaný Karát od Jánuše Kubíčka a Josefa Vohrabala. Dům je postaven z panelových dílců, fasáda je obložena obkladačkou cihlové barvy a prostor mezi okny vyplněn oranžově natřenými podlouhlými plechy.

## Galerie

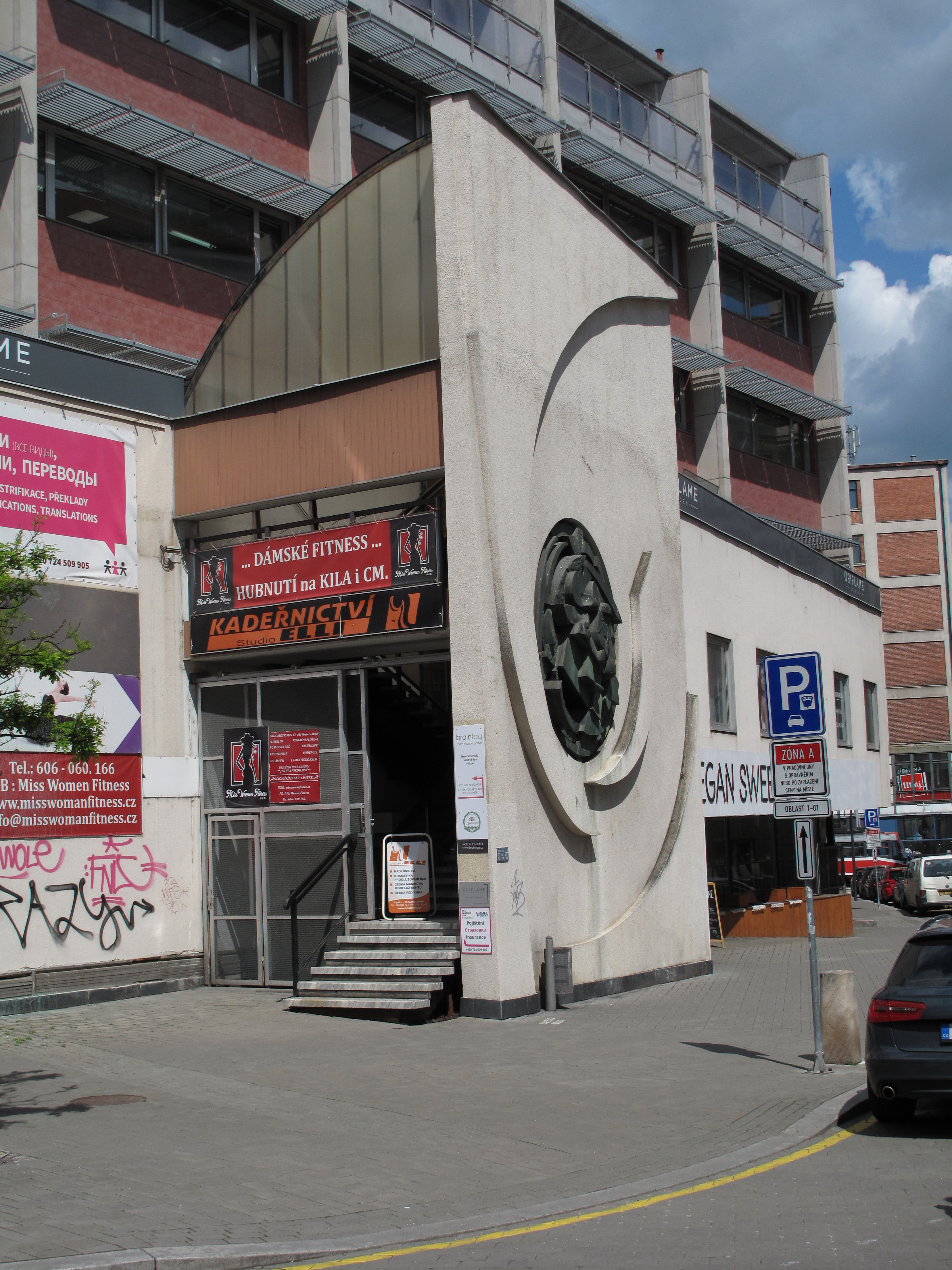
Detail vstupu s uměleckým dílem Karát
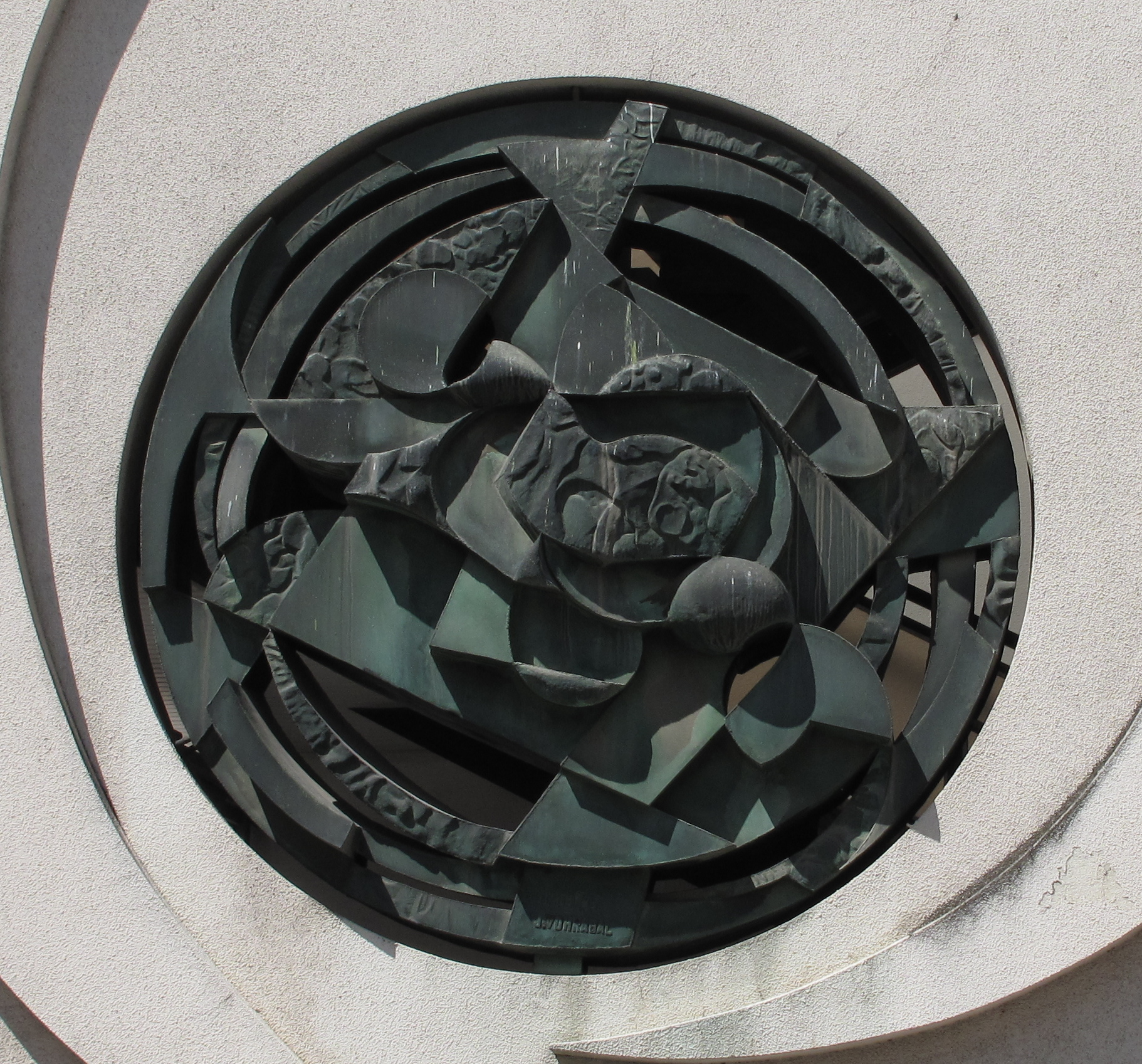
Detail kovové části Karátu
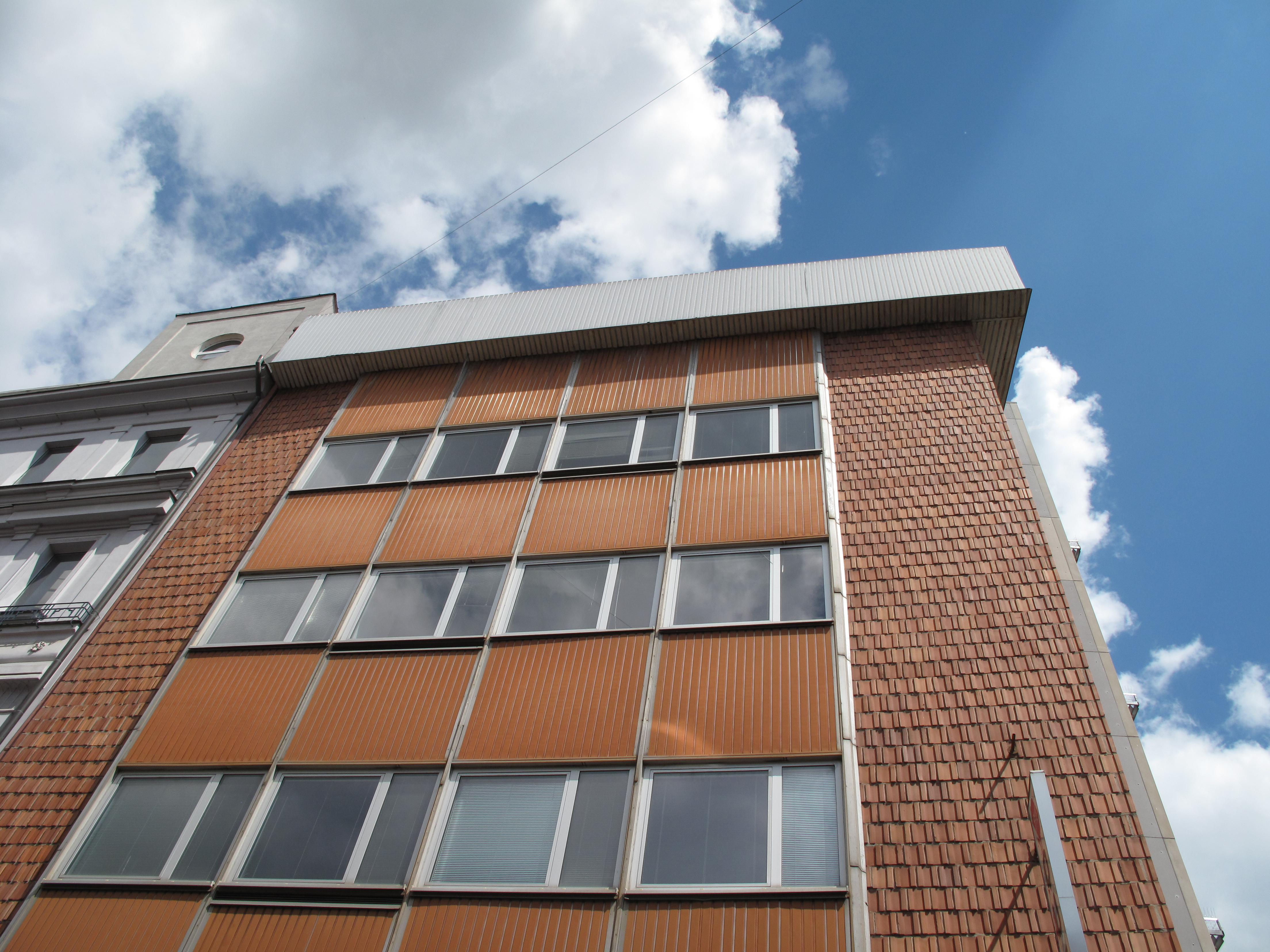
Fasáda domu z Novobranské
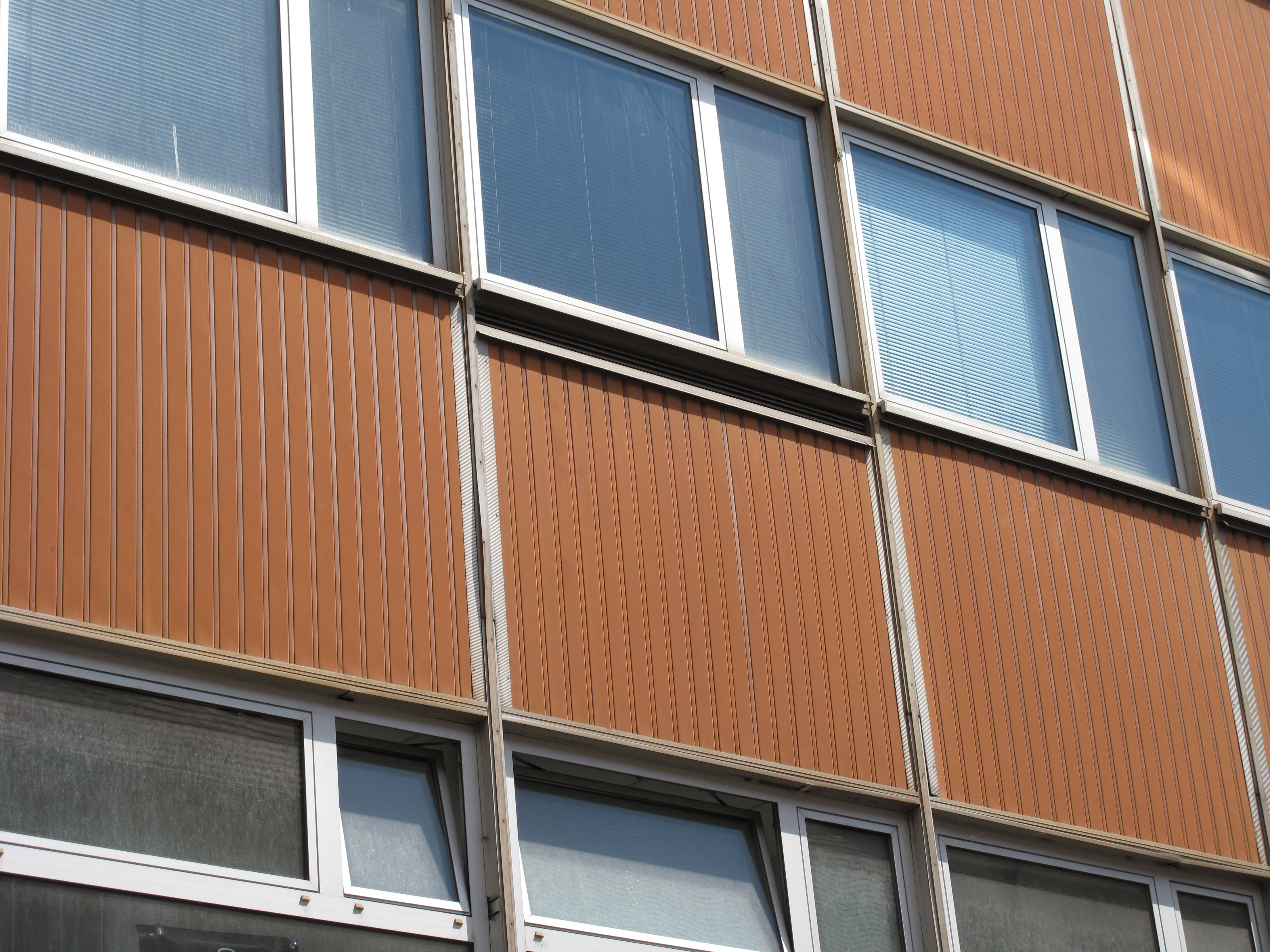
Detail plastového obležení
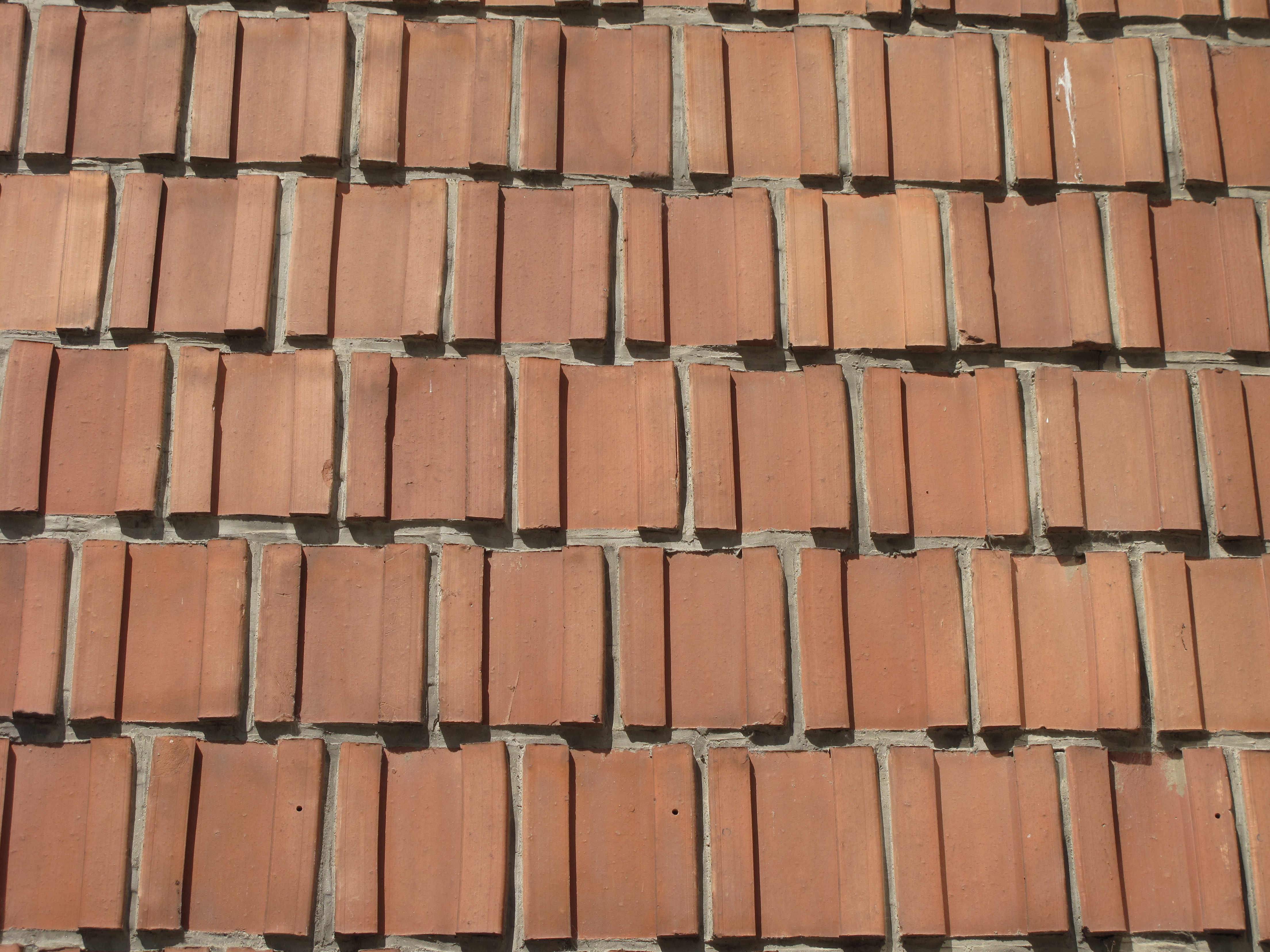
Detail cihlového obležení
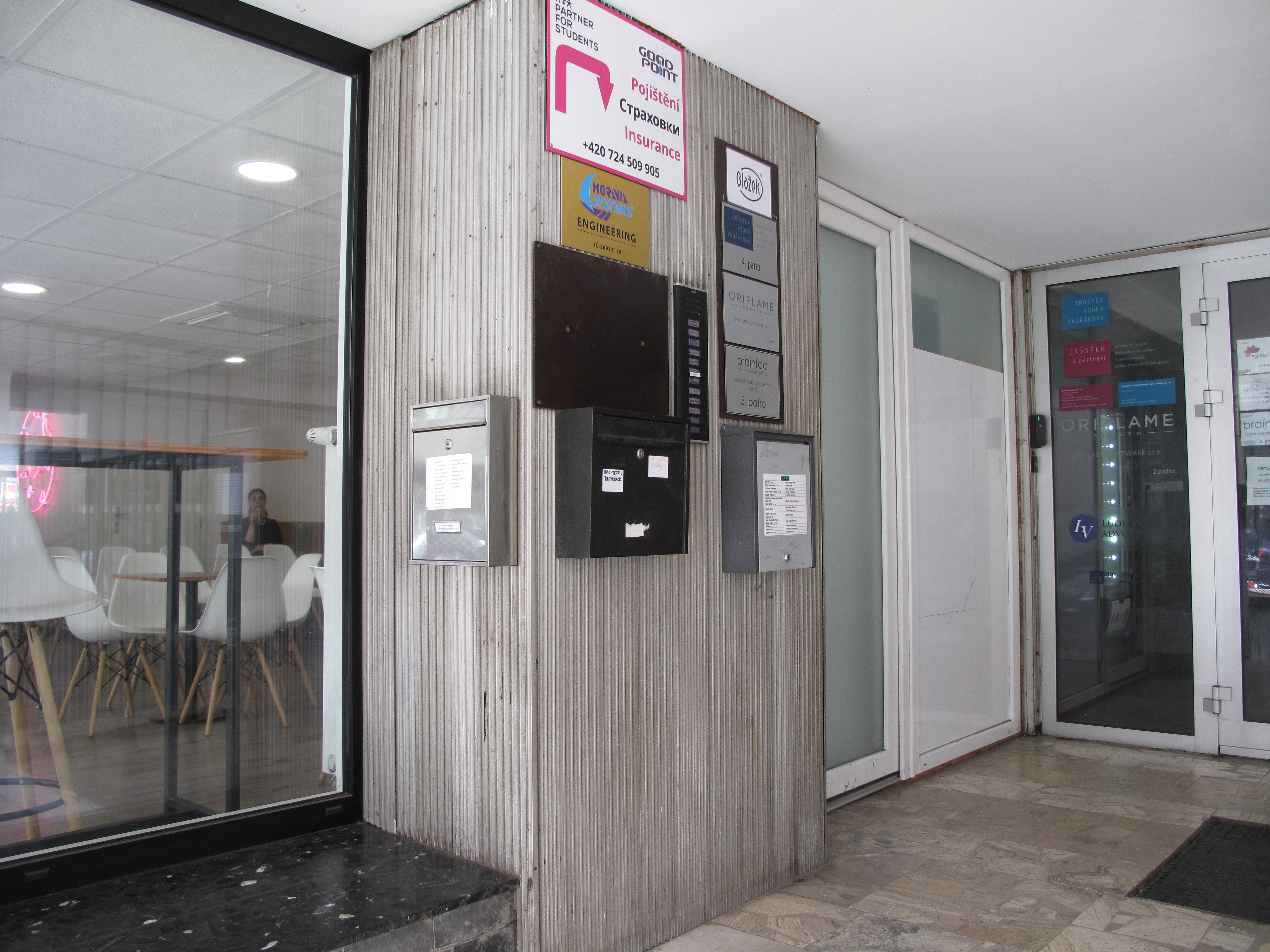
Vstup se sloupem obloženým vlnitým hliníkem